# سیارک ۳۶۴

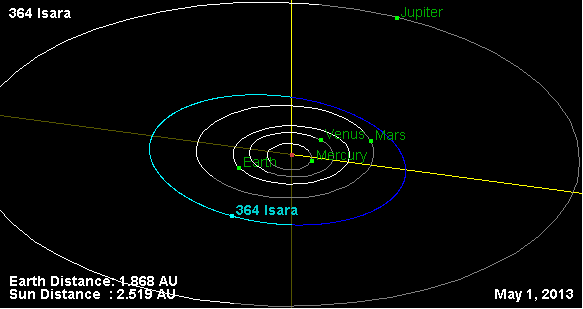
نمایی از محل قرارگیری سیارک ۳۶۴ در مدار – ۲۰۱۳

سیارک ۳۶۴ (به انگلیسی: 364 Isara، نامگذاری:1893T) سیصد و شصت و چهارمین سیارک کشف شده‌است که در ۱۹ مارس ۱۸۹۳ و در نیس کشف شد.
قدر مطلق سیارک برابر ۹٫۸۶ است.